# Naso vlamingii
Naso vlamingii är en fiskart som först beskrevs av Valenciennes, 1835.  Naso vlamingii ingår i släktet Naso och familjen Acanthuridae. IUCN kategoriserar arten globalt som livskraftig. Inga underarter finns listade i Catalogue of Life.